# Flughafen Sakon Nakhon

i7
i11
i13
Der Flughafen Sakon Nakhon (thailändisch ท่าอากาศยานสกลนคร; IATA-Code: SNO, ICAO-Code: VTUI) ist ein Regionalflughafen sowie Fliegerhorst in der Provinz Sakon Nakhon in der Nordostregion von Thailand, dem Isan.
Er liegt etwa fünf Kilometer nordwestlich von Sakon Nakhon, in unmittelbarer Nähe des Sees Nong Han. Der Flughafen verfügt über eine asphaltierte Start-/Landebahn mit einer Länge von 2.600 Metern und eine Breite von 45 Metern.
Der Linienverkehr hat in letzter Zeit rapide an Bedeutung zugenommen. Zwischen 2011 und 2015 hat sich die Fluggastzahl auf über 425.000 verzehnfacht. Sakon Nakhon wird im Frühjahr 2019 von zwei thailändischen Gesellschaften angeflogen (Thai Air Asia und Nok Air), die ausschließlich Verbindungen mit Bangkok-Don Mueang anbieten.

## Streitkräfte
Es ist derzeit auf der RTAFB Sakon Nakhon kein Geschwader oder Staffel stationiert.

## Bilder

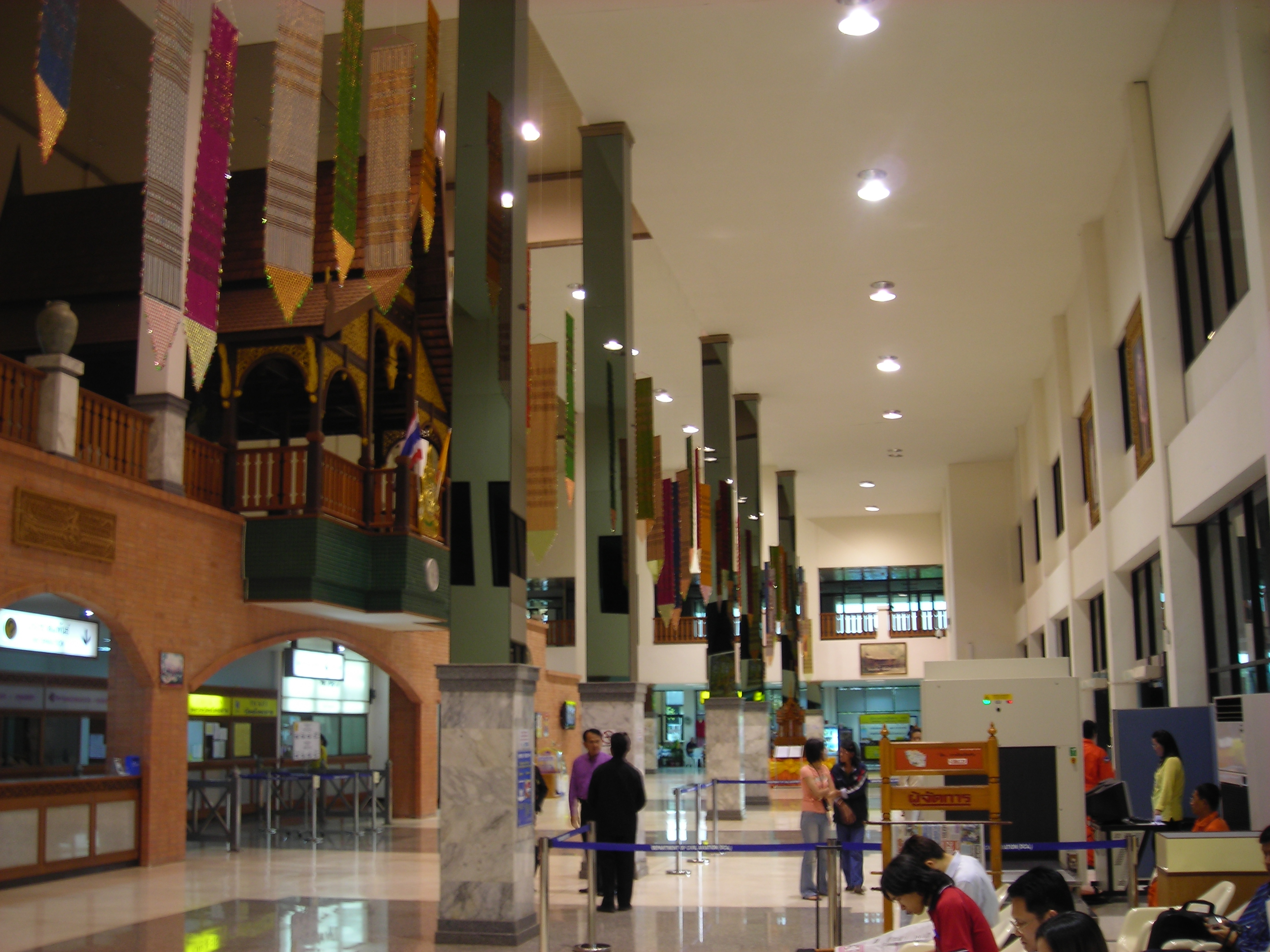
Empfangshalle
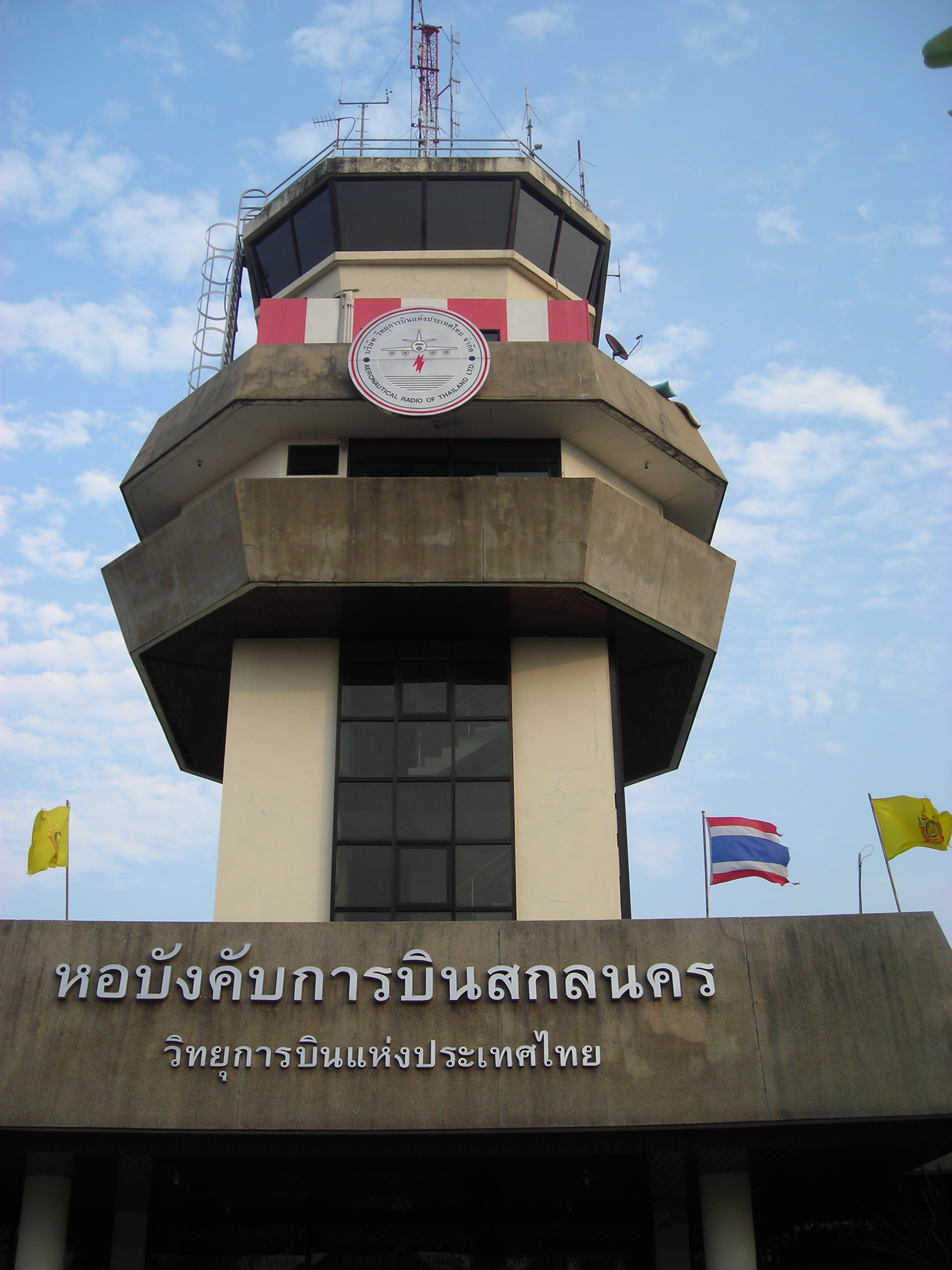
Tower
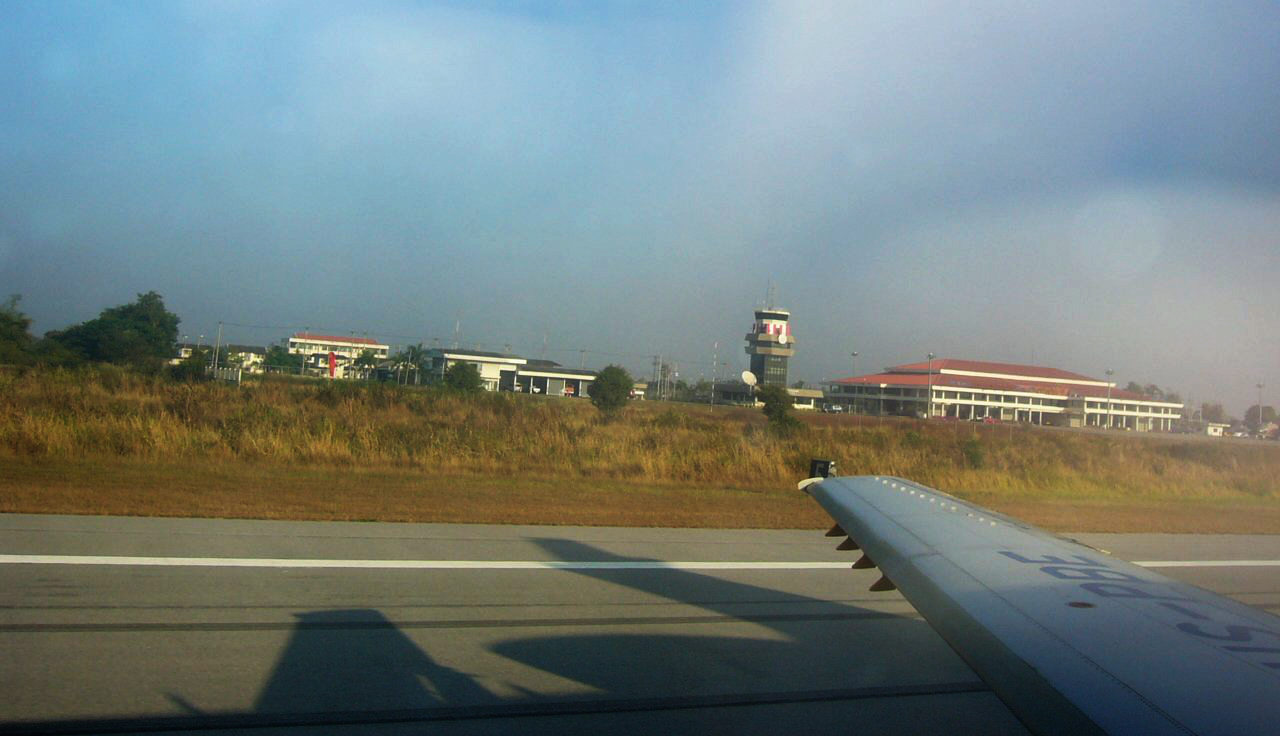
Blick von der Landebahn